# Hermodice carunculata
Hermodice carunculata is een borstelworm uit de familie Amphinomidae. Hermodice carunculata werd in 1766 voor het eerst wetenschappelijk beschreven door Pallas.

## Kenmerken
Het lichaam van de worm bestaat uit een kop, een cilindrisch, gesegmenteerd lichaam en een staartstukje. De kop bestaat uit een prostomium (gedeelte voor de mondopening) en een peristomium (gedeelte rond de mond) en draagt gepaarde palpen en cirri. De borstels van H. carunculata hebben giftige weerhaken die bij toevallige aanraking van een ander dier afbreken.

## Verspreiding
H. carunculata leeft in de Middellandse Zee.

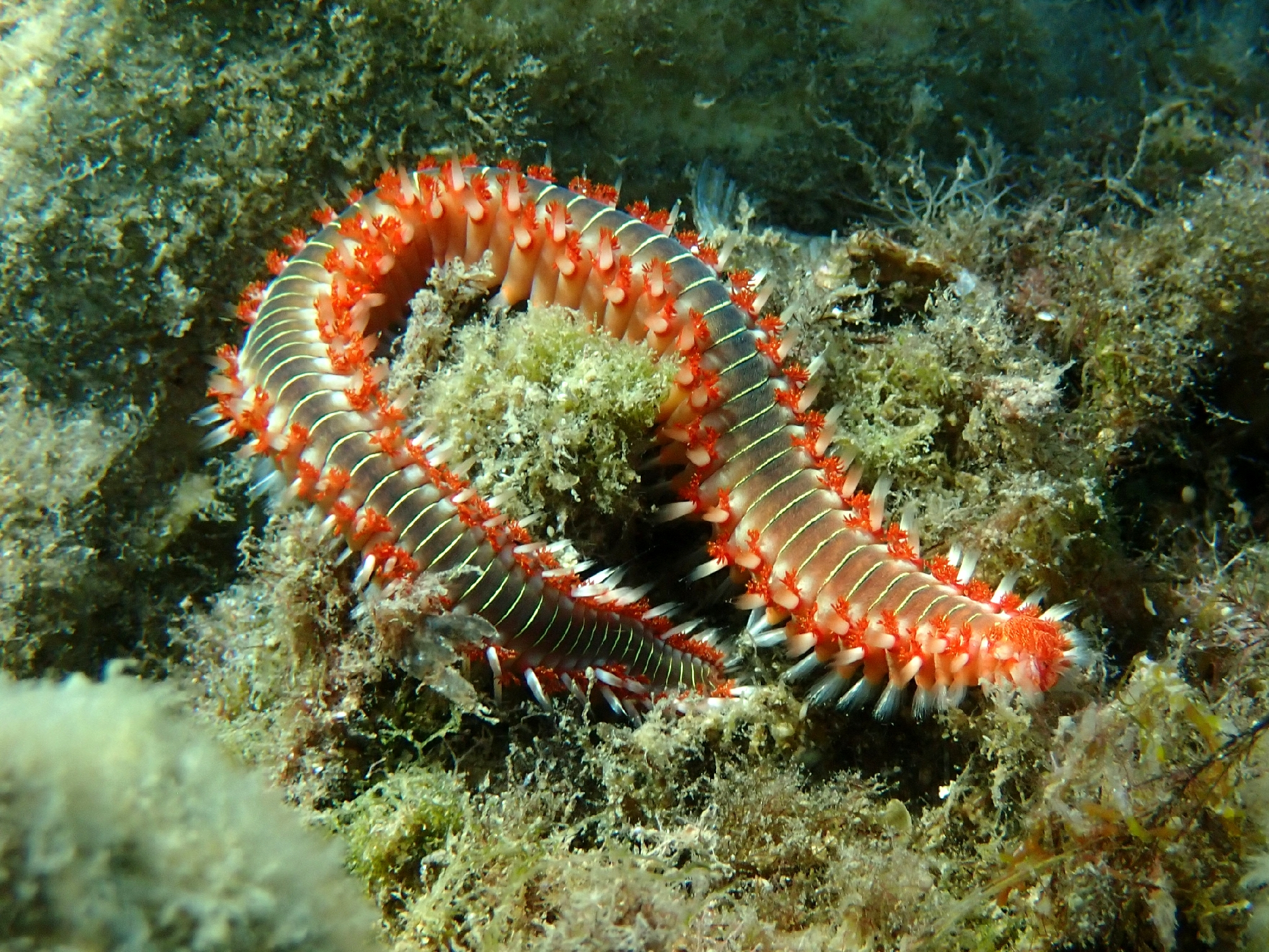
Hermodice carunculata in natuurlijk habitat

1. 1 2  Macron (1983). Encyclopedie Van Het Dierenrijk. Atrium, p. 18. ISBN 90-6113-334-3.